# 天王橋 (石巻市)

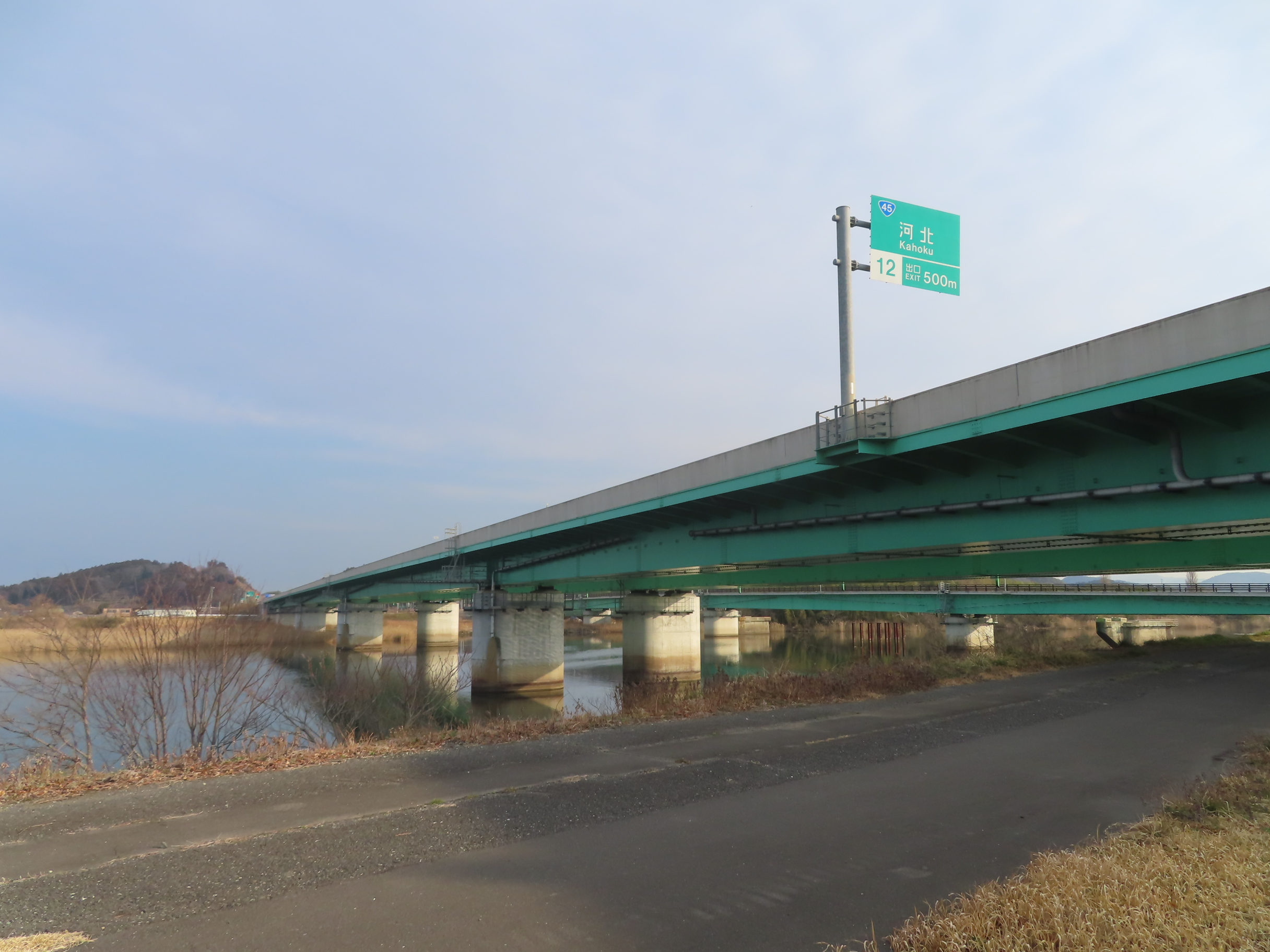
三陸自動車道の新天王橋

天王橋（てんのうばし）は、宮城県石巻市の旧北上川に架かる国道45号の橋である。石巻市の旧河南町鹿又地区と旧河北町小船越地区を結ぶ。この項では、並行する三陸沿岸道路（国道45号矢本石巻道路）にある、新天王橋についても述べる。

## 歴史
天王橋の架かるこの地域では、江戸時代から渡し船が渡河に使われていた。ここに橋が架けられたのは1933年（昭和8年）である（1934年とも）。有志の出資で、総工費約3万1000円をもってここに長さ96間、幅4間の木橋が架けられ、賃取橋として運営された。通行料は人一人3銭、自転車5銭、リヤカー7銭、馬車15銭、自動車30銭で、学校の児童や生徒、職員、鹿又村役場の役人は無料だった。この橋の管理は1942年（昭和17年）に宮城県に移り、通行料不要の橋となったが、腐朽が進んだことから一時、下流側に木橋土橋として架け替えられた。1959年（昭和34年）に国の補助を受けて、現在のランガー式ガーダー橋に架け替わり、1975年（昭和50年）に上流側に幅2メートルの人道橋が併設された。この現在橋は経年劣化や東日本大震災による損傷のために架け替え工事が行われている。
2003年（平成15年）、三陸自動車道が石巻河南ICから河北ICまで開通したことに伴い、新天王橋が暫定2車線で開通した。2017年（平成29年）にこの区間の4車線化が行われ、新天王橋の下り線部分の供用が始まった。

## 構造
- 2代目天王橋（1959～）
  - 全長367.7m
  - 幅員6.0m
  - 桁橋+アーチトラス+桁橋（一般道側）
- 3代目天王橋
  - 全長：372m
  - 幅員：11.0m（車道：7.5m，歩道：2.5m）[3]
  - 構造：５径間鋼箱桁橋
  - 施工：瀧上工業
- 新天王橋
  - 全長：426m
  - 幅員：10m×2
  - 構造：５径間鋼床版箱桁橋[4]
  - 施工：川田工業

## 隣の橋
- （上流）神取橋 - 天王橋 - 新天王橋 - 曽波神大橋（下流）